# Hemipilia kwangsiensis
Hemipilia kwangsiensis là một loài thực vật có hoa trong họ Lan. Loài này được Tang & F.T.Wang ex K.Y.Lang mô tả khoa học đầu tiên năm 1998.